# Platypalpus laetus
Platypalpus laetus är en tvåvingeart som beskrevs av Friedrich Hermann Loew 1864. Platypalpus laetus ingår i släktet Platypalpus och familjen puckeldansflugor.
Artens utbredningsområde är New Hampshire. Inga underarter finns listade i Catalogue of Life.